# Spinefarm Records
Spinefarm Records je finské hudební vydavatelství založené v roce 1990. Zaměřuje se především na heavy metalovou hudbu. V roce 2002 se vydavatelství stalo částí Universal Music Group.
Spinefarm Records se skládá z pěti vydavatelství. Jsou jimi Spinefarm (mainstream metal, hard rock a progresivní rock), Spikefarm (extrémní metal, industriální metal a folk metal), Ranka Recordings (finská hudba), Ranch (rock) a Odor (pop music a ostatní žánry).